# Violeta Urmana

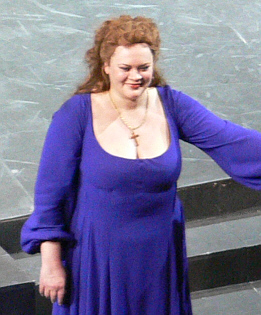
Urmana, tras una representación de La Gioconda en el Teatro Real de Madrid

Kammersängerin Violeta Urmana (Violeta Urmanavičiūtė; Marijampole, Lituania, 19 de agosto de 1961) es una famosa soprano falcon lituana.

## Biografía
Urmana estudió piano y luego canto en Vilna trasladándose en 1990 a Múnich donde su talento fue descubierto por la famosa soprano dramática wagneriana Astrid Varnay, perfeccionándola. Comenzó su carrera como mezzosoprano en 1993 y en esta tesitura alcanzó éxito internacional interpretando Amneris, Azucena, Santuzza y especialmente la Princesa de Éboli, en Don Carlos de Verdi y Kundry, en Parsifal de Wagner.
Debutó en el Festival de Bayreuth en 1999 como Kundry en Parsifal en la producción de Wolfgang Wagner, cantando el papel bajo la batuta de tres reputados directores wagnerianos: Giuseppe Sinopoli, Christoph Eschenbach y Christian Thielemann. También Canto Sieglinde en La valquiria de Wagner bajo la dirección de Adam Fischer, cambiando de tesitura a soprano luego de ésta y de su Ifigenia de Gluck en La Scala de Milán en 2002.
Pasó después a interpretar una serie de papeles para soprano en el repertorio lírico-dramático italiano como Elisabetta en Don Carlos, Aida, Amelia, Maddalena, Gioconda, Leonora, Lady Macbeth, Odabella, Santuzza, Tosca y Norma. Recientamente ha regresado a las interpretaciones en el repertorio alemán, destacando Isolda y Ariadne auf Naxos.
Ha trabajado con Claudio Abbado, Daniel Barenboim, Bertrand de Billy, Pierre Boulez, Riccardo Chailly, James Conlon, James Levine, Jesús López Cobos, Fabio Luisi, Zubin Mehta, Sir Simon Rattle, Donald Runnicles, Giuseppe Sinopoli, Christoph Eschenbach, Franz Welser-Möst y Christian Thielemann.
Vive en Germering, cerca de Múnich y está casada con el tenor Alfredo Nigro.

## Discografía de referencia
- Bartók: El castillo de Barbazul / Janowski
- Berlioz: La muerte de Cleopatra / De Billy
- Liszt, Strauss, Berg: Lieder / Schulze
- Mahler: Das Lied von der Erde / Boulez, Urmana, Schade, Wiener Philharmoniker (WP)
- Mahler: Lieder / Boulez, WP
- Mahler: Segunda Sinfonía / Ono
- Mascagni: Cavalleria Rusticana / López Cobos
- Ponchielli: La Gioconda / Viotti
- Verdi: Aida / Chailly (La Scala DVD)
- Verdi: Il Trovatore / Riccardo Muti
- Verdi: Don Carlo / Chailly (DVD Amsterdam)
- Verdi. La forza del destino / Mehta (DVD, Firenze)
- Verdi: Un ballo in maschera / Pappano (DVD)
- Verdi: Oberto / Marriner
- Verdi: Requiem / Bychkov
- Wagner: Love Duets / Pappano, Covent Garden
- Wagner: Scenes From The Ring /Pappano
- Wagner: Parsifal, Gergiev
- Wagner: Parsifal, la búsqueda del Grial / Gergiev, Tony Palmer film
- Zemlinsky: Complete Orchestral Songs /Conlon

## Premios
- 2001 Frau des Jahres
- 2001 Sängerin des Jahres
- 2001 Nationalpreis für Kultur
- 2002 Premio Franco Abbiati
- 2002 L'Opera Award
- 2002 Royal Philharmonie Society Music Award
- 2007 Ehrenbürgerin ihrer Geburtsstadt
- 2007 LT-Tapatype
- 2007 World Intellectual Property Organization Creativity Award
- 2009 Österreichische Kammersängerin[1]
- 2012 Verleihung der Ehrendoktorwürde der Litauischen Akademie für Musik und Theater[2]